# Йоакім Нільссон
Йоакім Нільссон (швед. Joakim Nilsson, нар. 31 березня 1966, Ландскруна) — шведський футболіст, що грав на позиції захисника.
Насамперед відомий виступами за клуби «Мальме» та «Спортінг» (Хіхон), а також національну збірну Швеції.

## Клубна кар'єра
У дорослому футболі дебютував 1986 року виступами за команду клубу «Ландскруна БоІС». 
Своєю грою за цю команду привернув увагу представників тренерського штабу клубу «Мальме», до складу якого приєднався 1988 року. Відіграв за команду з Мальме наступні два сезони своєї ігрової кар'єри. Більшість часу, проведеного у складі «Мальме», був основним гравцем захисту команди.
У 1990 році уклав контракт з клубом «Спортінг» (Хіхон), у складі якого провів наступні три роки своєї кар'єри гравця. 
Завершив професійну ігрову кар'єру у клубі «Ландскруна БоІС», у складі якого вже виступав раніше. Прийшов до команди 1993 року, захищав її кольори до припинення виступів на професійному рівні у 1995 році.

## Виступи за збірну
У 1988 року дебютував в офіційних матчах у складі національної збірної Швеції. Протягом кар'єри у національній команді, яка тривала 5 років, провів у формі головної команди країни 26 матчів, забивши 1 гол.
У складі збірної був учасником чемпіонату світу 1990 року в Італії, чемпіонату Європи 1992 року у Швеції.